# José Manuel Lleras
José Manuel Lleras Triana (Bogotá, 4 de enero de 1843 - Bogotá, 21 de enero de 1879) fue un político, compositor, escritor y periodista colombiano, miembro el Partido Liberal Colombiano.
Muchas de sus poesías, y La Guarda del Campamento, su obra más voluminosa, fueron publicadas póstumamente en Bogotá en ese mismo año, bajo el título de Variedades literarias.

## Biografía
José Manuel Lleras Triana nació en Bogotá, el 4 de enero de 1843, en el seno de una familia de la emergente aristocracia local. 
Fue educado por su padre, el ilustrado Lorenzo María Lleras, un influyente educador de su época. Las inquietudes intelectuales y las dotes literarias de Don Lorenzo María se reprodujeron en su hijo, quien contaba con una amplia preparación cultural, inteligencia y estilo al escribir.
Escribió la zarzuela La Guarda del Campamento y el juguete cómico El Espíritu del siglo. Redactó El Cauca (de Popayán), La Voz del Sur (de Pasto), El Liceo (de Barbacoas), La Voz del Istmo, La Tertulia y El Sol (de Panamá) y El Costarricense, El Ferrocarril y El Mercado (de Centroamérica). Fue colaborador de muchos periódicos políticos y literarios. 
Lleras se distinguió como fácil y oportuno improvisador, de cuyo trabajo queda muy poco. En Costa Rica se le recuerda porque fue el autor de la primera letra del Himno Nacional de Costa Rica estrenada en 1873.
José Manuel Lleras, murió el 21 de enero de 1879, con 36 años recién cumplidos.